# Arizona League Cubs
Az Arizona League Cubs 1 és az Arizona League Cubs 2 alsóbb ligás baseballcsapatok, a Chicago Cubs „Rookie” szintű farmcsapatai, melyek az Arizona League bajnokságban játszanak. A csapatok hazai játékainak az arizonai Mesa városában található Sloan Park ad otthont. A csapatot 1997-ben alapították, 2005-ben felvásárolta a Cubs, majd 2018-ban két csapattá bővítette ki.

## Eredmények
| Szezon | Csapat     | Eredmény | Helyezés | Edző             | Rájátszás                |
| ------ | ---------- | -------- | -------- | ---------------- | ------------------------ |
| 1997   | AZL Cubs   | 34–20    | 1.       | Terry Kennedy    | ligabajnok               |
| 1998   | AZL Cubs   | 29–26    | 3.       | Nate Oliver      |                          |
| 1999   | AZL Cubs   | 18–37    | 8.       | Carmelo Martínez |                          |
| 2000   | AZL Cubs   | 32–24    | 3.       | Carmelo Martínez |                          |
| 2001   | AZL Cubs   | 26–30    | 5.       | Carmelo Martínez |                          |
| 2002   | AZL Cubs   | 35–21    | 1.       | Carmelo Martínez | megnyerte a rájátszást   |
| 2003   | AZL Cubs   | 25–24    | 6        | Carmelo Martínez |                          |
| 2004   | AZL Cubs   | 27–29    | 6.       | Trey Forkerway   |                          |
| 2005   | AZL Cubs   | 19–37    | 9.       | Steve McFarland  |                          |
| 2006   | AZL Cubs   | 21–34    | 8.       | Carmelo Martínez |                          |
| 2007   | AZL Cubs   | 27–29    | 6.       | Ricardo Medina   |                          |
| 2008   | AZL Cubs   | 31–24    | 5.       | Franklin Font    |                          |
| 2009   | AZL Cubs   | 29–27    | 4.       | Juan Cabreja     |                          |
| 2010   | AZL Cubs   | 26–29    | 8.       | Juan Cabreja     |                          |
| 2011   | AZL Cubs   | 28–28    | T-6.     | Juan Cabreja     |                          |
| 2012   | AZL Cubs   | 37–19    | 2.       | Bobby Mitchell   | kiesett az első körben   |
| 2013   | AZL Cubs   | 27–28    | 8.       | Bobby Mitchell   |                          |
| 2014   | AZL Cubs   | 22–34    | 12.      | Jimmy Gonzalez   |                          |
| 2015   | AZL Cubs   | 31–22    | 2.       | Carmelo Martinez | kiesett a második körben |
| 2016   | AZL Cubs   | 28–28    | 9.       | Carmelo Martinez | kiesett az első körben   |
| 2017   | AZL Cubs   | 25–31    | T-11.    | Carmelo Martinez |                          |
| 2018   | AZL Cubs 1 | 20–8     | 1.       | Carmelo Martinez | ligabajnok               |
| 2018   | AZL Cubs 2 | 14–12    | 4.       | Jonathan Mota    |                          |

## Legjobb játékosok
Az AZL Cubs legjobb ütő- és dobójátékosainak statisztikája
| Csapat | Csapat | Csapat | Csapat |  | Egyéni           | Egyéni | Egyéni | Egyéni | Egyéni | Egyéni         | Egyéni | Egyéni | Egyéni |
| Szezon | BA     | ERA    | Fld    |  | Ütő              | AB     | H      | AVG    |        | Dobó           | W-L    | ERA    |        |
| ------ | ------ | ------ | ------ |  | ---------------- | ------ | ------ | ------ | ------ | -------------- | ------ | ------ | ------ |
| 1997   | .262   | 3,43   | .941   |  | Brad Ramsey      | 200    | 63     | .315   |        | Todd Noel      | 5–1    | 1,98   |        |
| 1998   | .262   | 4,59   | .947   |  | Jason Clarke     | 140    | 48     | .343   |        | Yonder Linares | 7–2    | 2,89   |        |
| 1999   | .261   | 5,52   | .946   |  | Adam Morrissey   | 169    | 50     | .296   |        | Dan Wiggens    | 3–0    | 2,91   |        |
| 2000   | .296   | 4,30   | .945   |  | Syketo Anderson  | 150    | 58     | .387   |        | Andrew Earley  | 2–0    | 4,00   |        |
| 2001   | .268   | 4,51   | .946   |  | Ronny Cedeno     | 206    | 72     | .350   |        | Félix Sánchez  | 2–5    | 3,98   |        |
| 2002   | .279   | 3,69   | .958   |  | Matt Creighton   | 169    | 61     | .361   |        | Justin Jones   | 3–1    | 1,80   |        |
| 2003   | .276   | 4,73   | .949   |  | Ryan Fitzgerald  | 202    | 77     | .381   |        | Ronald Bay     | 7–1    | 2,48   |        |
| 2004   | .263   | 4,11   | .956   |  | Carlos Quinones  | 216    | 68     | .315   |        | Jose F. Ortiz  | 4–1    | 4,15   |        |
| 2005   | .275   | 4,50   | .953   |  | D.J. Lewis       | 174    | 56     | .322   |        | Brailin Pena   | 3–5    | 4,75   |        |
| 2006   | .240   | 4,56   | NA     |  | Clifford Andrson | 157    | 39     | .248   |        | Taylor Parker  | 2–2    | 2,33   |        |
| 2007   | .275   | 4,15   | .951   |  | Jovan Rosa       | 144    | 49     | .340   |        | Michael Bunton | 4–3    | 2,79   |        |